# Open Up and Say... Ahh!
Open Up and Say... Ahh! es el segundo álbum de la banda estadounidense de hard rock Poison, publicado en 1988. Hasta la fecha ha vendido más de 20 millones de copias en todo el mundo e incluye los éxitos "Every Rose Has Its Thorn", "Nothin' but a Good Time", "Fallen Angel" y la versión de Loggins and Messina, "Your Mama Don't Dance".
Open Up And Say Ahh fue certificado como disco de platino en 1988 y logró la certificación de multiplatino en 1991 por la RIAA. También ha sido certificado 4 veces platino en Canadá.
La carátula original del álbum presenta a la modelo Bambi vestida como un demonio luminoso, con un brillo exagerado en sus ojos verdosos y sacando la lengua de su boca de manera pronunciada. Esta portada fue censurada en razón de quejas efectuadas por grupos religiosos y asociaciones de padres en Estados Unidos. En ediciones posteriores la carátula se muestra con dos bordes color negro que cubren la mayoría de la imagen de la modelo, solamente dejando visibles sus ojos y una parte del rostro.

## Listado de canciones
1. "Love on the Rocks"
2. "Nothin' but a Good Time"
3. "Back to the Rocking Horse"
4. "Good Love"
5. "Tearin' Down the Walls"
6. "Look but You Can't Touch"
7. "Fallen Angel"
8. "Every Rose Has Its Thorn"
9. "Your Mama Don't Dance"
10. "Bad to Be Good"

### Sencillos
- "Nothin' but a Good Time" #6 US, #15 UK
- "Fallen Angel" #12 US, #30 UK
- "Every Rose Has Its Thorn" #1 US, #13 UK
- "Your Mama Don't Dance" #10 US, #10 UK

## Personal
- Bret Michaels - Voz - Acústica
- C.C. DeVille - Guitarra Principal - Coros
- Bobby Dall - Bajo - Coros
- Rikki Rockett - Batería - Percusión - Coros

### Personal adicional
- John Purdell - Teclados